# 노동당 (네덜란드)
노동당(勞動黨, 네덜란드어: Partij van de Arbeid, PvdA 파르티 반 데 아르바이드, 피비디에이[*])은 1946년에 설립된 네덜란드의 사회민주주의 정당이다. 1940년대부터 네덜란드 좌파의 대표적인 정당으로 있었던 유서깊은 정당이다. 빌럼 드레이스, 요프 덴아윌, 빔 코크 등 여러 총리를 배출했다. 2017년 총선에서 참패를 당하고 지지율이 녹색좌파당, 사회당에도 밀리는 군소정당으로 추락할 뻔 했지만, 이후 유럽의회 선거에서 선전하는 등 다시 부활의 기류도 보이고 있다.